# Windows Server 2022
A Windows Server 2022 a Microsoft Windows NT termékcsaládjának szerveroldali tagja, a Windows Server 2019 utódja. A 2021. március 2-a és 4-e között tartott Ignite konferencián bejelentett szoftver augusztus 18-án jelent meg.
Támogatása 2031. október 14-éig tart.

## Története
2021. február 22-én bejelentették, hogy a rendszert március 2-án adják ki; március 3-án azt közölték, hogy a béta verziót a Windows Update-en teszik közzé. A Windows Server 2022 2021. augusztus 18-án vált széles körben elérhetővé.
2021 szeptemberében az SQL Server 2022 megjelenését 2022 márciusára tűzték ki.

## Funkciói
A rendszer az alábbi funkciókkal rendelkezik:
- Biztonság: TPM 2.0 megkövetelése,[3] a hitelesítési adatok védelme[8]
- Tárhely: adatmigráció támogatása, teljesítményjavító funkciók
- Felhőszolgáltatások: hibrid Microsoft Azure-funkciók támogatása

## Kiadások
- Windows Server 2022 Essentials: kis- és középvállalkozásoknak szánt verzió maximum 25 felhasználóval és 50 eszközzel; nem szükséges klienslicenc vásárlása[6]
- Windows Server 2022 Standard: fizikai vagy gyengén virtualizált környezethez; csak kettő virtuális és egy Hyper-V-gazdagép használható
- Windows Server 2022 Datacenter: a virtualizációra erősen támaszkodó környezethez és felhőszolgáltatásokhoz[9]
- Windows Server 2022 Azure Datacenter: a Microsoft Azure platformhoz optimalizálva[6]

## Hardver
| CPU             | 64 bites, 1,4 GHz-es NX, DEP, CMPXCHG16b, LAHF/SAHF és PrefetchW támogatással |
| RAM             | 2GB ECC grafikus felület telepítése esetén                                    |
| Tárhely         | 32 GB                                                                         |
| Felbontás       | 1024×768                                                                      |
| Hálózat         | PCI Express csatolófelületű gigabites hálózati kártya                         |
| Rendszerbetöltő | UEFI 2.3.1c a biztonságos rendszerindítás támogatásával                       |
| Biztonság       | TPM 2.0                                                                       |

## Fordítás
- Ez a szócikk részben vagy egészben  a   Windows Server 2022 című angol Wikipédia-szócikk ezen változatának fordításán alapul.  Az eredeti cikk szerkesztőit annak laptörténete sorolja fel. Ez a jelzés csupán a megfogalmazás eredetét és a szerzői jogokat jelzi, nem szolgál a cikkben szereplő információk forrásmegjelöléseként.